# 310 av. J.-C.
Cette page concerne l'année 310 av. J.-C. du calendrier julien proleptique.

## Événements
- 20 février (23 mars du calendrier romain) : début à Rome du consulat de Quintus Fabius Maximus Rullianus II et C. Marcius Rutilus (Censorinus)[1]. 
  - Les Fabii, patriciens conservateurs, alliés aux Decii, plébéiens, accèdent au pouvoir (fin en 292 av. J.-C.)[2].
  - Rome entre en guerre contre les Étrusques alliés aux Samnites. Victoire de Q. Fabius Rullianus sur les Étrusques à Sutrium[1]. Il franchit avec ses deux légions la forêt Ciminienne et parvient au cœur de la Toscane, où il remporte les victoires de Pérouse et du lac Vadimon. L’Étrurie centrale est soumise[3]. Pérouse, capitale de l’Ombrie, devient municipe romain.
- Été : l’armée romaine du sud, menée par le dictateur Lucius Papirius Cursor, remplacé plus tard par Fabius, bat les Samnites à Allifae[1]. Elle dévaste systématiquement le Samnium pendant quatre ans.

- 14 août : Agathocle, tyran de Syracuse en guerre contre Carthage, part pour l'Afrique[4]. Six jours plus tard, il débarque au cap Bon avec 14 000 hommes. Il met le siège devant Hadrumète et ravage le territoire de Carthage[5]. Il ne peut prendre la ville, ravitaillée par son port.
- 15 août : éclipse solaire visible à Syracuse[6].

- Guerre babylonienne : en Iran, Séleucos vainc le satrape d’Antigonos Nicanor et s’empare de la Médie et de la Susiane ; à la nouvelle de la défaite de Nicanor, Antigonos envoie son fils Démétrios en Babylonie (août/septembre 310-janvier/février 309  av. J.-C.)[7].
- Ptolémée contraint au suicide son ancien allié Nicocréon, qui gouverne Chypre en son nom, lequel avait négocié avec Antigone le Borgne. La veuve de Nicocréon, Axiothéa, transforme ce suicide en carnage car elle égorge ses deux filles et persuade ses beaux-frères et belles-sœurs de se tuer avant de se suicider elle aussi[8].
- Ptolémée lance une expédition, dirigée par Léonidas, sur la Cilicie[9]. Léonidas enlève les villes grecques de Cilicie Trachée, qui sont bientôt reprises par les troupes d'Antigone le Borgne.

- Incursion du chef celte Molistomos en Illyrie. Il chasse les Autariates qui se réfugient auprès de Cassandre de Macédoine[10]. ; 20 000 d'entre eux sont installés près du mont Orbelos.

## Naissances en 310 av. J.-C.
- Aristarque de Samos, astronome, et mathématicien grec

## Décès en 310 av. J.-C.
- Alexandre IV de Macédoine, assassiné avec sa mère Roxane sur ordre de Cassandre[9].
- Nicocréon, dynaste de Chypre
- Héraclide du Pont, astronome (né en 388 av. J.-C.). Il admet la rotation de la terre sur elle-même et présente un système semi-héliocentrique (la terre au centre de l’univers, le soleil ayant deux satellites, Mercure et Vénus).